# منتخب بيرو لكرة اليد
منتخب بيرو لكرة اليد (بالإسبانية: Selección de balonmano del Perú) هو ممثل بيرو الرسمي في المنافسات الدولية في كرة اليد
.